# Maag-, darm- en leververpleegkundige

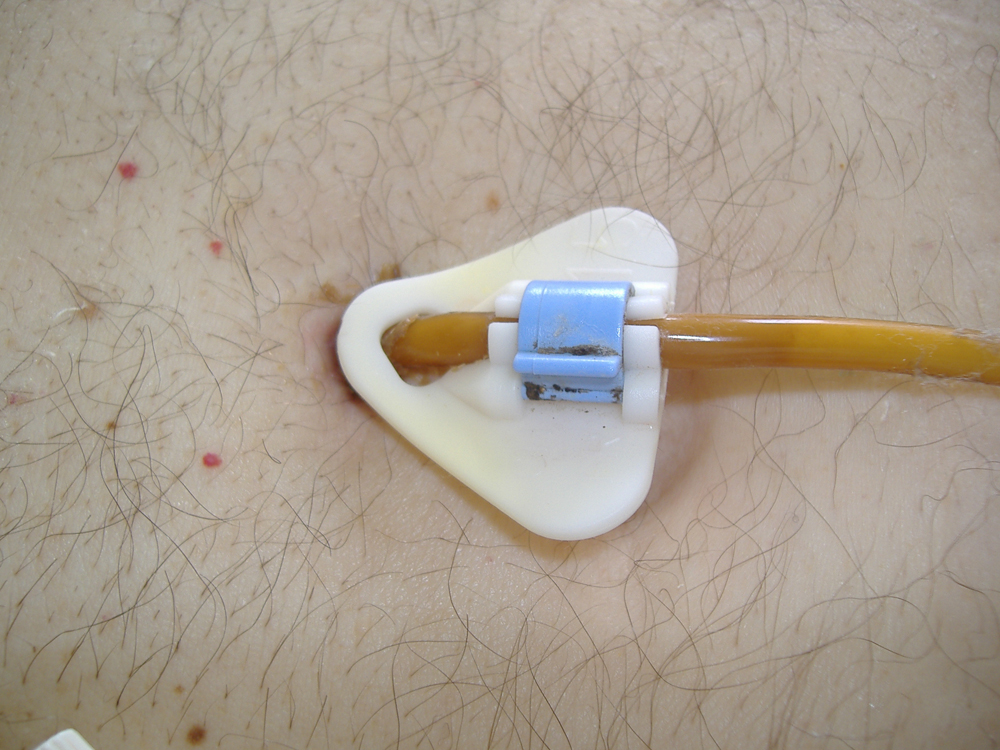
Voorlichting geven over o.a. een PEG-katheter behoort tot de taken van de MDL-verpleegkundige

Een Maag Darm en Lever Verpleegkundige of MDL-verpleegkundige is een verpleegkundige met een vervolgopleiding die gespecialiseerd is in het begeleiden van patiënten met aandoeningen aan de maag, darmen en/of lever.

## Functie
De MDL-verpleegkundige begeleidt patiënten met aandoeningen aan de maag, darmen of lever en geeft voorlichting over ziektes, behandeling, onderzoeken e.d. Ook bij het ondergaan van een chirurgische ingreep, vanwege bijvoorbeeld de ziekte van Crohn, het plaatsen van een PEG-katheter of het leren injecteren van sandostatine (octreotide) wordt een patiënt meestal doorverwezen naar de MDL-verpleegkundige.
Een MDL-verpleegkundige geeft meestal geen voorlichting over stoma's. Dit wordt overgelaten aan de stomaverpleegkundige.
Een MDL-verpleegkundige heeft zijn eigen spreekkamer op de polikliniek in een ziekenhuis. Buiten het begeleiden van patiënten, controleert de MDL-verpleegkundige de toestand van een patiënt en kan bij verslechtering van de gezondheid in overleg met een internist of MDL-arts een patiënt op laten nemen in het ziekenhuis. Een MDL-verpleegkundige staat dus niet aan het bed en zal daardoor weinig op de verpleegafdeling terug te vinden zijn. Hooguit om patiënten voor te lichten.

## Opleiding

### Nederland
Na het behalen van het diploma verpleegkunde op HBO-niveau kan men een opleiding van een paar weken tot MDL-verpleegkundige volgen.
Lijst van verpleegkundige specialisaties · portaal · afbeeldingen